# Cambiamenti territoriali della Polonia dopo la seconda guerra mondiale

Nuovi e vecchi confini della Polonia, 1945

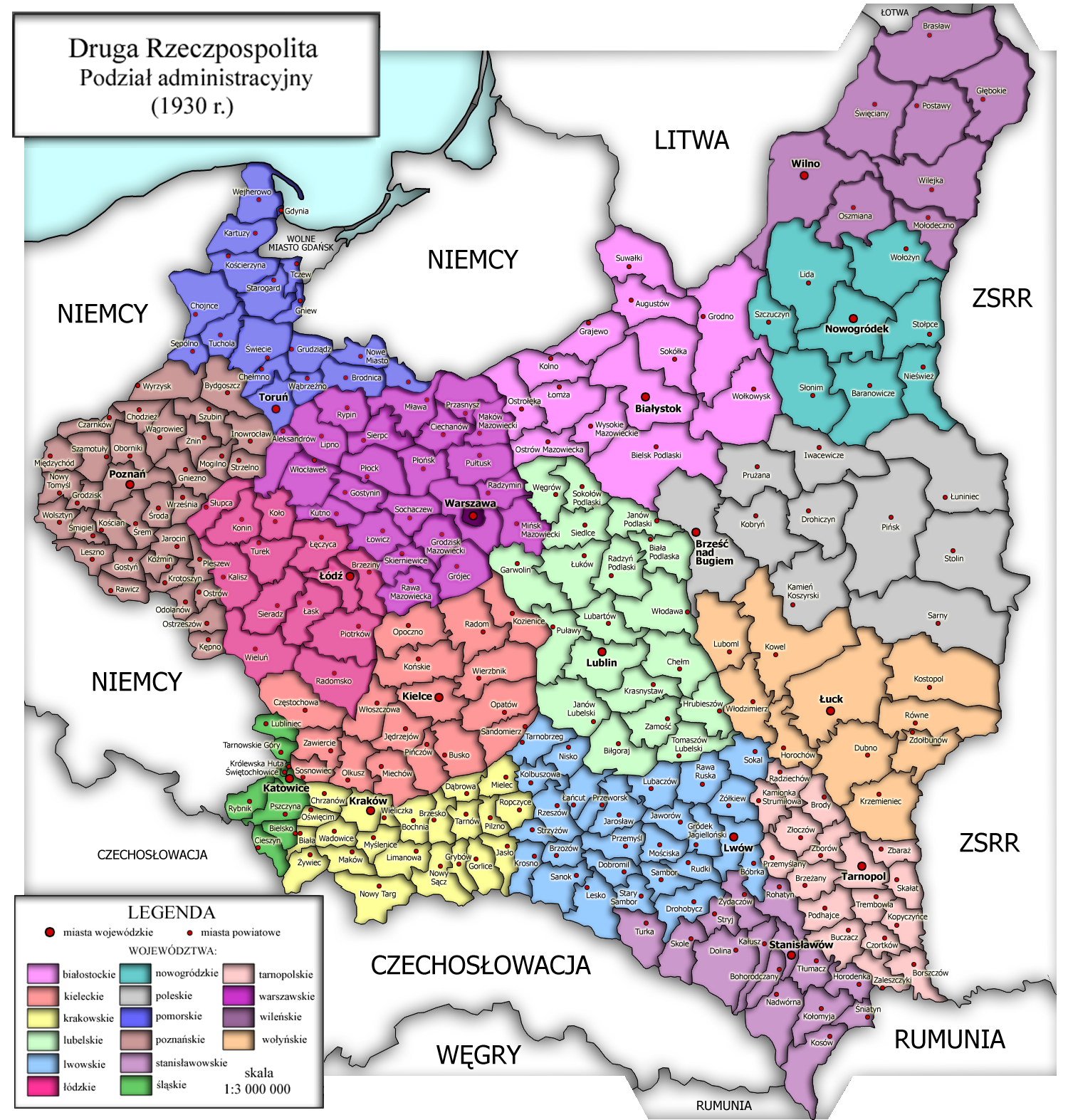
Cartina amministrativa della Polonia dal 1930

Con i cambiamenti territoriali della Polonia dopo la seconda guerra mondiale del 1945, avvenuti a seguito delle decisioni prese dagli Alleati durante le conferenze di Jalta e di Potsdam, il confine orientale della Polonia fu spostato verso ovest, anche a causa dell'insistenza dell'Unione Sovietica in tal senso.
I territori orientali, acquisiti dalla Polonia dopo la guerra sovietico-polacca e che l'Unione Sovietica (eccetto la regione di Białystok) aveva rioccupato nel 1939, furono annessi dalla stessa URSS che ne espulse inoltre la maggior parte della popolazione polacca. Oggi questi territori fanno parte di Bielorussia, Ucraina e Lituania. Il territorio polacco dal 1919 fino a prima della guerra era estesa 386.418 km²; nel 1947 l'estensione della Polonia era ridotta invece a 312.679 km², quindi il Paese perse complessivamente 73.739 km² di territori.
A compensazione di queste perdite, alla Polonia fu assegnato il territorio della parte meridionale della Prussia orientale, e quelli della Pomerania, Brandeburgo e Slesia, fino ai fiumi Oder e Neiße stabilendo sui loro corsi il confine tra la Germania e la Polonia e luoghi da dove la popolazione tedesca fu a sua volta espulsa. La Polonia acquistò inoltre uno sbocco sul Mar Baltico di gran lunga maggiore rispetto a quello fino al 1939. In queste regioni fu permesso l'insediarsi delle popolazioni polacche in precedenza espulse dall'URSS o provenienti dalla Polonia centrale. L'area di Zaolzie, annessa dalla Polonia dopo l'occupazione tedesca della Cecoslovacchia nel 1938, fu invece restituita a quest'ultima per volere di Stalin.